# Гонконг в Першій світовій війні

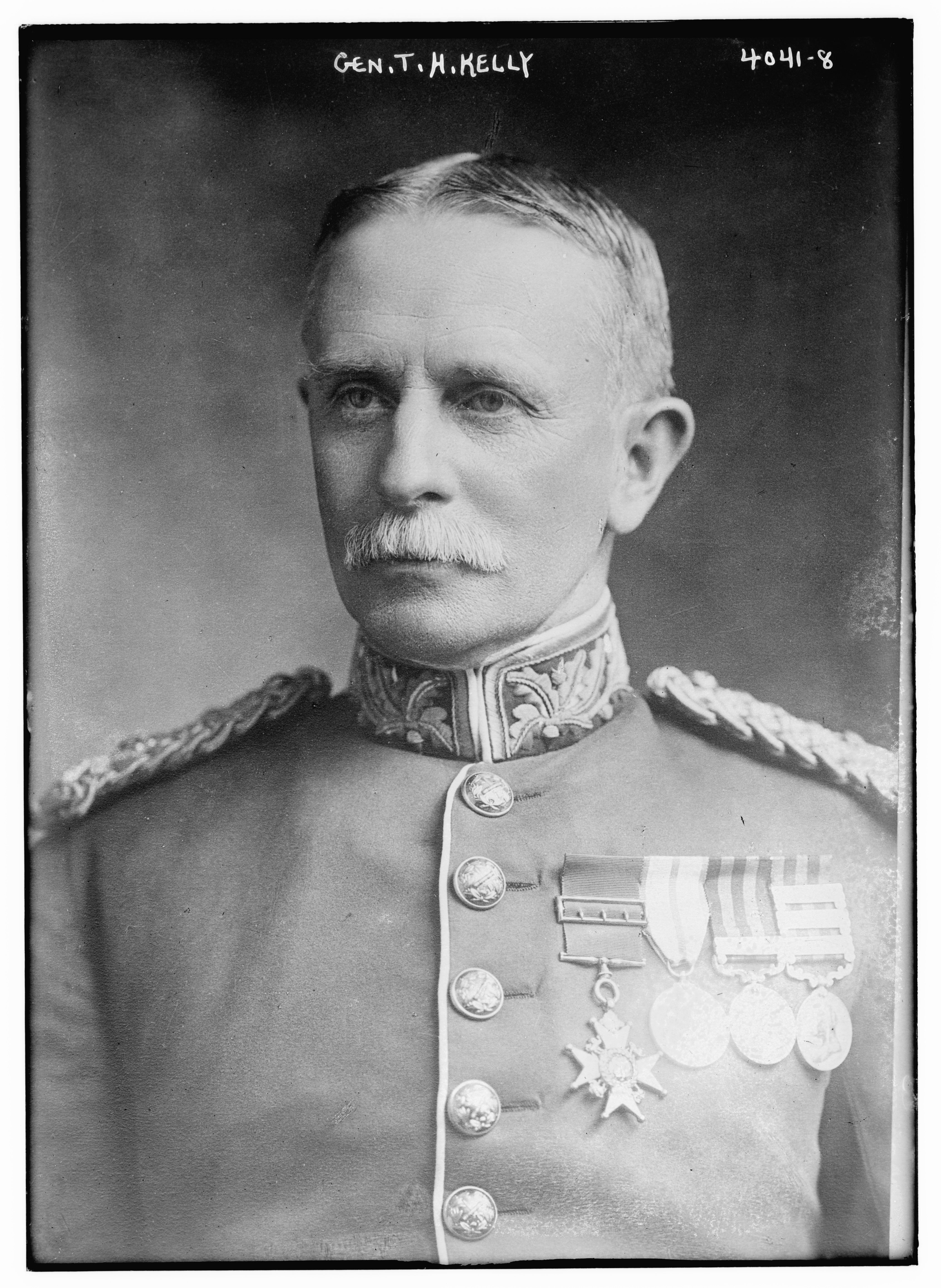
Генерал-майор Френсіс Генрі Келлі, командувач британськими силами в Гонконзі, 1913–1915 рр.

Британська колонія Гонконг не зазнавала військових дій під час Першої світової війни (1914–1918). Найбільшою зовнішньою загрозою для колонії вважалася німецька Східно-Азійська ескадра, проте вона була ліквідована в грудні 1914 року. Тим не менш, колонія служила важливим портом у Східній Азії, в тому числі як штаб-квартира Британської китайської станції, і зазнала значних соціально-економічних змін під час війни.

## Ситуація в колонії
Протягом більшої частини війни Гонконгом керував губернатор Френсіс Генрі Мей. У перші тижні війни від 60 000 до 100 000 китайських жителів покинули колонію та подались до сусідньої провінції Гуандун, побоюючись, що Гонконг може бути атакований. Колоніальний уряд отримав широкі надзвичайні повноваження під час війни, але використав ці повноваження лише один раз у 1917 році для регулювання цін на певні товари.

### Місцеві сили оборони
На початку війни колонію захищали три батальйони піхоти (один британський і два індійські) чисельністю близько 4000 чоловік, кілька берегових артилерійських батарей, добровольча сила чисельністю близько 500 чоловік і невелика місцева оборонна флотилія, що складалася з кількох міноносців і підводних човнів. Гарнізон був під командуванням командувача британськими силами в Гонконгу генерала-майора Френсіса Келлі. З 1917 року гарнізон був збільшений Корпусом оборони Гонконгу. Три озброєні торговельні крейсери, переобладнані з торгових суден на місцевих верфях, захищали порт і морські шляхи.

### Призов
На ранніх етапах війни інтенсивність призову на військову службу була низькою, оскільки більшість британців у Гонконзі на той час були професіоналами або бізнесменами. На початок 1915 року добровольців було лише 47 осіб. У 1917 році колоніальний уряд запровадив Постанову про військову службу, яка вимагала від усіх чоловіків служити на різних посадах. Це призвело до формування Корпусу оборони Гонконгу. Корпус оборони Гонконгу взяв на себе гарнізонні обов'язки, а регулярний гарнізон був звільнений для служби в Європі. До кінця війни майже чверть (579 з 2157) британських чоловіків пішли добровольцями за межі Гонконгу для військової служби. Жителі Китаю також приєдналися до Китайського трудового корпусу, який служив у Франції та Месопотамії.

### Головний порт
Під час війни Гонконг був головним портом у Східній Азії. З початку липня 1914 року Китайська станція отримала наказ зосередити сили в Гонконгу. У результаті на початку війни в гавані Вікторія перебували додредноут HMS Triumph, один британський бронепалубний крейсер, один французький бронепалубний крейсер і два легких крейсера. Перебуваючи в порту, HMS Triumph запозичив солдатів з одного з батальйонів місцевого гарнізону для служби на борту. 12 серпня 1914 року артилеристи східних батарей острова Гонконг обстріляли японський вантажний корабель «Шікоку Мару» (四国丸), убивши одного матроса. Доки війна тривала, Гонконг продовжував поповнювати військові кораблі для Великобританії та її союзників під час війни та інтервенції союзників у громадянську війну в Росії.

### Загрози вступу у війну
Найсуттєвішою зовнішньою загрозою портовому місту була німецька Східно-Азійська ескадра, і на початку війни гарнізон дуже хвилювався, дізнавшись, що основні частини ескадри не знаходяться в Ціндао. Проте 23 серпня 1914 р. у війну на боці Антанти вступила Японія. Оскільки японський флот міг легко домінувати у водах Східної Азії, побоювання щодо нападу Німеччини на колонію зменшилися. У листопаді англо-японські війська, включно з HMS Triumph, які вийшли з Гонконгу, захопили Ціндао. У грудні основна частина Східно-Азійської ескадри була знищена в битві за Фолклендські острови. На той час усі побоювання щодо нападу Німеччини зникли.
Незважаючи на те, що Китай зрештою приєднався до Антанти в 1917 році, невизначеність позиції Китаю на ранніх етапах війни та нестабільна ситуація в країні протягом усієї війни викликали занепокоєння. У сусідній провінції Гуандун за владу боролися різні воєначальники та Сунь Ятсен. Різні фракції, які розділяли ідеали китайського націоналізму, а також нестабільний режим були визнані колоніальним «антибританським» урядом, і деякі воєначальники в британській армії почали планувати можливе китайське вторгнення. У результаті в Коулуні була створена тимчасова система окопів, яку підтримували 10 кулеметних постів.
Келлі також повідомляв в звітах, що місцева індійська поліція, індійські стражі та жителі мали «дуже сильні антибританські настрої» та «реальну небезпеку», можливо, під впливом новин про одночасний рух за незалежність Індії та Індо-німецьку антибританську діяльність. Однак у той час як індійці Сінгапуру повстали в 1915 році, індійці Гонконгу залишалися мирними під час війни.

### Економічна підтримка
І європейське, і китайське співтовариство підтримало військові зусилля, підписавшись на військові благодійні організації. Місцевий бізнес-магнат Чау Сіу-кі працював у Військовому благодійному комітеті. Жителі Гонконгу пожертвували на два B.E.2 Royal Aircraft Factory, ГОНКОНГ, № 1 і ГОНКОНГ, № 2, Імператорської авіаційної флотилії. Багаті особи чи організації також робили пожертви на військову допомогу, зокрема сер Роберт Хотхун, який пожертвував британському уряду вартість двох літаків і кількох машин швидкої допомоги. Загалом було зібрано 10 мільйонів гонконгських доларів на додаток до звичайного військового збору, включаючи 2 мільйони, зібрані за останні два роки війни, після того, як власники нерухомості (переважно китайці) погодилися на додаткову ставку в 7 відсотків. Державна монополія на опіум, запроваджена в березні 1914 року, стала основним джерелом державного доходу. До 1918 року прибуток від монополії становив 46,5% загального державного доходу. Це допомогло підняти економіку Гонконгу до воєнного буму, а також дозволило Британії отримати додаткові військові внески.

### Втрати
Щонайменше 75 жителів, які були завербовані на військову службу, були вбиті за межами Гонконгу під час війни. У війні також загинули 535 китайців Гонконгу, у тому числі 384, які були частиною китайського трудового корпусу в Месопотамії. Багато хто помер від хвороб або нещасних випадків. Щонайменше 100 китайських моряків британського торговельного флоту були вбиті внаслідок військових дій, хвороб або нещасних випадків.

## Антинімецькі настрої
У 1911 році 342 німці з 5248 жителів переселенців проживали в Гонконзі. Вони були другою за чисельністю західною громадою після британців. Німці загалом мали значний економічний вплив, але малий політичний. За два дні до війни, 3 серпня 1914 року, німецький консул Артур Ворецш отримав телеграму від губернатора Мея, у якій говорилося, що якщо почнеться війна, Мей і надалі дозволятиме німцям продовжувати свої ділові операції в колонії, поки вони будуть під присягою, що вони не намагатимуться завдати шкоди британським інтересам. Після того, як 5 серпня 1914 року почалася війна, Мей висловив Ворецшу свої думки щодо війни:
Мій дорогий д-р Ворецш, я із сумом повідомляю вам, що сталося найгірше і що наші країни зараз у стані війни. Я б віддав своє життя, якби міг таким чином запобігши такій катастрофі.
На відміну від настроїв губернатора, комендант Келлі насторожено ставився до німецьких жителів колонії. 5 жовтня 1914 року Келлі написав Мей:
Я розглядаю кожного німця, чоловіка чи жінку, на волі в колонії як потенційний фактор зла і, можливе, продовження війни. Немає сумнівів, що вони поширюють чутки, а не роблять нічого протиправного, щоб підбурити китайців та індійців проти нас... Їхня присутність змушує вживати більш ретельних заходів щодо охорони всіх важливих місць. Особисто мені не повинно бути шкода бачити всіх придатних до служби в ролі військово полонених.
Через кілька днів після початку війни колоніальний уряд умовно звільнив від служби ворожих іноземців. Німцям було дозволено продовжувати вести свій бізнес, але вони повинні були з’являтися до поліції у встановлений час, обмежені в пересуванні певними районами колонії та не мали права залишати Гонконг. 12 серпня Лондон наказав закрити німецьке консульство в Гонконзі, а німців і австрійців представлятиме нейтральне на той час американське консульство. Після громадського обурення емблему прусського двоголового орла з будівлі Deutsch-Asiatische Bank було видалено. Тим часом у британській пресі повідомлялося, що німці таємно святкували початок війни та спалювали Юніон Джек.
У перший тиждень війни німців почали арештовувати. Спочатку їх відправляли на карантинну станцію на острові Стоункаттерс. Філіп Віттманн, працівник німецького вантажного судна SS Princess Alice, який прибув до Гонконгу через кілька днів після оголошення війни, описав табір на острові як «маленьке, сильно відгороджене, безлюднее місце», де перебували інтерновані люди, під постыйною загрозою тайфунів. 12 вересня інтернованих перемістили до недобудованого табору поблизу Ханг Хом на Чатем-роуд. Табір Ханг Хом вважався вдосконаленною версією табору на острові Каменярів. Тим часом жінок і дітей утримували в готелі в центрі міста, а їх обслуговували кухарі та персонал готелю.
6 жовтня Законодавча рада прийняла законопроект, який дозволяє німецьким фірмам вести новий бізнес з певними обмеженнями. Того ж місяця Лондон чинив тиск на колоніальний уряд, щоб він ухвалив «Постанову про торгівлю з ворогом», яка дозволяла уряду запобігати, виявляти та карати будь-які акти торгівлі між жителями та ворогом, а також ліквідовувати активи ворожих банків. Використовуючи цю постанову як правову основу, усі німецькі фірми були ліквідовані, а більшість німецької власності конфісковано. В останній тиждень жовтня, після того як Німеччина оголосила про призов своїх військових резервістів, у Гонконзі було видано наказ про інтернування. 31 жовтня всі німці Гонконгу зі списку резерву мали бути інтерновані. Німецькі жінки, діти та особи старше призовного віку були змушені покинути колонію та переїхати до Шанхайського міжнародного поселення або Маніли.
Німецькі громадяни з концесії затоки Цзяочжоу також були переведені до табору після того, як концесія була захоплена Антантою в листопаді 1914 року. Інтернованим дозволили святкувати Різдво, а на Новий рік влаштували маскаради. 27 січня інтерновані таємно святкували день народження імператора Вільгельма II. Продовольчі пайки були скорочені після того, як Лондон дізнався про поводження з британськими солдатами в німецьких таборах. Ув'язнені скаржилися, що з ними поводилися як з кулями, а Німеччина поскаржилася на умови в таборі Сполученим Штатам, до якого в лютому 1915 року послали генерального консула Джорджа Е. Андерсона для інспекції табору. Після перевірки під конвоєм він визнав умови табору задовільними. 17 лютого 1915 р. п’ятьом інтернованим видали інструменти для будівництва земляної сцени для театрального бараку. За допомогою інструментів вони вирили 180-футовий тунель і намагалися втекти. Один інтернований був підстрелений вартовим та схоплений, іншого було знайдено на пагорбах Нових Територій. Трьох, що переховувалися, спіймали під час спроби перетнути територію Китаю біля Сай Кунга. В іншому випадку 21 травня 1915 року інтернований намагався втекти, коли йому дозволили сходити в туалет під час візиту до стоматолога. 30 жовтня 1915 року, інтернованих довелося тимчасово евакуювати до казарми Ган Клаб Гілл. Через високу загрозу тайфуну.
У січні 1916 року всіх інтернованих перевезли на борту SS Empire до іншого табору у Голсуорсі, Австралія. Коли закінчилася війна, їх вивезли до Німеччини, майно так і не повернули.
Всього в таборі Стоункаттерс-Айленд утримувалося 226 в'язнів. Після переведення до табору Хунг Хом кількість в’язнів становила «близько 200» . У 1916 році до Австралії було відправлено понад 300 інтернованих, у тому числі 7 жінок і 13 дітей. Серед відомих інтернованих був місцевий підприємець Якоб Єбсен.

## Наслідки
Незважаючи на переселення жителів Гонконгу в 1914 році та зменшення населення вихідців з Заходу з 20,710 до 13,600 осіб між 1914 і 1919 роками, населення Гонконгу в цілому швидко зросло під час війни з 501,304 (1914) до 598,100 (1919).
Після офіційного завершення війни в липні 1919 року Гонконг відсвяткував феєрверками, кортежами та парадами. Проте колонію охопила сильна інфляція. Інфляція була викликана нестачею коштів під час війни та збільшенням місцевого населення. Через тиждень після світкування перемоги тановин про неврожаї в Таїланді, а також обмежень експорту в Індокитаї та Індії на фоні різкого зростання попиту в Японії, спалахнув масштабний рисовий бунт. Заворушення були придушені після роздачі безкоштовної їжі місцевим жителям, імпорту рису з Індокитаю та закупівлі рисових запасів урядом. 
Коли європейці покинули колонію, для служби в армії, китайські бізнесмени змогли перейти до підприємств, у яких традиційно домінували європейці, таких як банківська справа та судноплавство. Три великі китайські банки, включаючи Банк Східної Азії, були засновані між 1914 і 1919 роками. У свою чергу бізнесмени Англії та Антанти витіснили своїх німецьких суперників. Через депортацію німців у 1921 році в Гонконзі після перепису населення залишилося лише 3 німці.